# Sollerön (eiland)
Sollerön is een eiland in het meer Siljan in de Zweedse landschap Dalarna.
Het eiland is 7,7 km lang en 4 km breed. De oppervlakte bedraagt 20,5 km². Het hoogste punt ligt op 204 meter boven zeeniveau en 43 boven het wateroppervlak van Siljan. Het eiland is inmiddels verbonden met het "vasteland" door middel van twee bruggen; één richting Mora en één richting Gesunda.
Sollerön heeft 1215 inwoners (2003), verspreid over drie dorpjes: Sollerön, Bråmåbo en Bodarna. Voor wat betreft inkomsten is het volledig afhankelijk ven toerisme.
Op het zuidelijk deel vindt men een golfbaan, een strand en een camping met bungalowpark, restaurant en bootverhuur.